# Бегма, Василий Андреевич
Василий Андреевич Бегма (1(14) января 1906, Одесса — 12 августа 1965, Киев) — советский партийный и государственный деятель, один из руководителей партизанского движения на Украине в годы Великой Отечественной войны.

## Биография
Родился в семье рабочего. С малых лет начал работать на Херсонском заводе сельхозмашин, в 1920 году поступил учеником литейщика на судоремонтный завод им.Шмидта. В 1922—1928 годах работал помощником литейщика, литейщиком на заводе сельхозмашин. Закончил рабфак при институте инженеров водного транспорта в Херсоне, 2 года учился в вечернем университете. В 1923 году вступил в комсомол, член ВКП(б) с 1927 года.
С 1928 года на комсомольской, профсоюзной, партийной работе в Херсоне и области: завотделом Херсонского окружкома ЛКСМУ, заведующий городской биржей труда, с 1929 года завкультотделом окружного совета профсоюзов, с 1930 года секретарь парткома литейного цеха херсонского завода им.Петровского, с 1932 года зампред. горсовета профсоюзов, с 1933 года помощник начальника политотдела по работе с комсомолом, замнач. политотдела совхоза "Комсомолец" в с. Новогригорьевка Днепропетровской области.
С июня по декабрь 1937 года инструктор отдела руководящих партийных органов Харьковского обкома КП(б) Украины; с декабря 1937 года — 1-й секретарь Богодуховского РК КП(б)У (Харьковская область). В июле—декабре 1938 года ответственный организатор ЦК КП(б)У по Винницкой и Киевской областям. С декабря 1938 года по 27 ноября 1939 года секретарь Киевского обкома по кадрам.
С сентября 1939 года председатель Луцкого областного временного управления. 22 октября 1939 года стал депутатом Народных Сборов Западной Украины (НСЗУ) от Луцка. С ноября 1939 г. первый секретарь Ровненского обкома КП(б)У.
После оккупации Ровно немцами (28 июня 1941 г.) назначен полковым комиссаром и членом Военного совета 12-й армии (Северо-Кавказский фронт).
В декабре 1942 года отозван в Москву, где получил задание организовать подпольный Ровенский обком и областной штаб партизанского движения. 24 января 1943 года самолётом доставлен в отряд Ковпака.
Руководил подпольным обкомом до освобождения Ровно от фашистов (3 февраля 1944 года). Генерал-майор (9.04.1943).
В 1944—1949 годах снова 1-й секретарь Ровненского обкома партии.
В 1950—1959 годах первый секретарь Хмельницкого обкома КП Украины. С 1959 года председатель партийной комиссии при ЦК КПУ.
Делегат XVIII—XXI съездов КПСС, депутат Верховного Совета СССР 1—5-го созывов. Соавтор книги «Пути непокоренных».
Умер 12 августа 1965 года после тяжелой болезни.

## Награды
- четыре ордена Ленина (5.01.1944; 23.01.1948; 23.01.1956; 26.02.1958)[2]
- орден Красного Знамени (7.3.1943)
- орден Богдана Хмельницкого 1-й степени (7.08.1944)
- орден Отечественной войны 1-й степени (2.05.1945)
- орден Отечественной войны 2-й степени (1.02.1945)
- Постановлением Госсовета ПНР от 17.01.1964 за номером 0/27 был удостоен Креста Грюнвальда II степени[3].
- медали